# 1961 (Héroes)
1961 es el décimo episodio del Volumen 4: fugitivos y el vigésimo tercer episodio de la tercera temporada de la serie de televisión de drama y ciencia ficción Héroes, de la National Broadcasting Company (NBC. Fue escrito por Aron Eli Coliete y se estrenó el 29 de abril del 2009.

## Trama
Angela reúne a sus dos hijos, su nieta y el padre adoptivo de la última: Claire, Noah, Peter y Nathan para cavar fosas en Coyote Sands, descubriendo numerosos esqueletos con balazos en el cráneo. Peter aún enojado con Nathan comienza a evitarlo y alcanza a su madre preguntándole con exactitud que fue lo que sucedió en Coyote Sands.
Angela comienza a recordar su trágico pasado. Angela le dice a Peter que deben resolver sus diferencias rápido antes de que la historia pueda llegar a repetirse, a distancia alguien observa a Peter y Angela. 
El grupo para de cavar y entran a una cabaña, una vez dentro. Angela les explica que antes el gobierno sabía sobre la existencia de los humanos evolucionados, hecho que derivó la fundación de un experimento del gobierno, que obligó a la gente con poderes a mudarse temporalmente a Coyote Sands. Sin embargo Angela asegura que no sabe lo que sucedió, solo que ella fue una de los afortunados que salió con vida, mientras que su familia no corrió la misma suerte. Peter demanda saber por qué deben ir a Coyote Sands, a lo que Angela contesta que tuvo un sueño donde su hermana estaba viva, además de que Angela cree que necesita encontrar el cadáver de su hermana y darle un funeral apropiado. Peter se cansa de la conversación y escapa volando, Nathan se ofrece a alcanzarlo. 
Peter y Nathan se reúnen en un restaurante llamado Lila Mae´s en donde ambos discuten sobre la posibilidad de reconciliarse.
En Coyete Sands de la nada una tormenta de arena aparece y Angela convencida de que se trata de Alice intenta salir, pero Claire la retiene.
Mientras Noah, quien se encontraba en medio de la tormenta se encuentra con Mohinder Suresh quien había venido a Coyote Sands para saber con exactitud en que se involucraba su padre. Sin embargo después de que Noah le confiesa las crudas acciones del gobierno Mohinder se desinteresa en todo eso. 
Angela le explica a Claire que debe encontrar a Alice ya que sospecha que ella sea la responsable de la tormenta, Angela escapa de la cabaña y la tormenta cesa. 
Mohinder, Noah Claire, Nathan y Peter empiezan a buscar a Angela por todo el campamento. 
Angela despierta en un extraño lugar en donde comienza a buscar desesperada a Alice, pero luego de un silencio total, una ráfaga entra en el lugar. Acto seguido una Alice mayor aparece ante los ojos de Angela. Alice no muy impresionada y apagada, prende su toca disco mientras ignora a Angela. 
Angela le pregunta a Alice que fue lo que sucedió, a lo que Alice le confirma que el Dr. Suresh fue tras ella la noche en que Angela se fue, los experimentos ponen nerviosa a Alice y provocan la manifestación de los poderes de la misma descontroladamente, los agentes comienzan a matar a todos en el lugar queriendo cesar la tormenta, pero Alice logra ocultarse a tiempo y sobrevivir.
Angela se disculpa con Alice por haberla abandonado, pero cuando Alice escucha esto, se enfurece y ataca a Angela. Peter y Mohinder vienen al lugar, pero es Angela quien logra apaciguar a Alice. Enojada con su cruel hermana, Alice escapa de Coyote Sands y de Angela.
Esa misma noche el grupo abandona Coyote Sands, a excepción e Mohinder quien se queda a averiguar que otros pecados cometió Chandra en nombre de sus investigaciones. En el Lila Mae´s el grupo cena tranquilamente mientras Nathan se compromete a redimirse por sus acciones. En las noticias transmiten una emisión en vivo de Nathan dando una conferencia para cambiar sus planes y ver al presidente de los Estados Unidos. El grupo confunido y aterrados ven lo que parece ser Sylar disfrazado como Nathan.

## Recuerdos
El episodio utiliza la técnica de recuerdos para desarrollar a un personaje importante y enigmático en toda la serie: Angela Petrelli.
- En 1961 Angela con su familia llegan a una instalación secreta del gobierno, donde conoce al Doctor Chandra Suresh, el cual los guía hacia sus cabañas, Angela y Alice rápidamente reciben la visita de Charles Deveux, Daniel Linderman y bobby Bishop, los cuales se presentan y las dejan, momentos después, Angela desempaca junto con su hermana Alice Shaw la cual le expresa su desacuerdo a formar parte del campamento, Angela entonces intenta a animar a Alice de que el campamento les ofrece una experiencia inolvidable.

- Angela despierta de una pesadilla, posteriormente recibe la visita de los jóvenes Charles, Bobby y Daniel, quienes le revelan sus sospechas sobre las verdaderas intenciones del gobierno para ellos, Angela les confiesa que el Doctor Suresh no es una persona de fiar. Alice viene ala conversación y Angela inmediatamente entra ala cabaña con su hermana. Alice le revela que escucho toda la conversación, además de confesarle sus creencias de que ella puede controlar el clima, en el campamento empieza a nevar y Angela se impresiona.

- En 1961, Angela es sometida a toda una serie de pruebas en donde Chandra espera descubrir el poder de Angela, sin embargo es Angela quien le confiesa sobre su habilidad precognitiva. Chandra impresionado se prepara para seguir experimentando con Angela tras ver que ella no valora su poder

- En mayo de 1961, Angela y Charles planean escapar durante el cambio de guardias. No obstante a Angela se le es negado traer a Alice con ellos ya que ella solo los retrasaría, Angela entonces se ve obligada a mentirle a Alice con tal de asegurar que se quede.

- En el café de Lila Mae´s, Angela, Daniel, Bobby y Charles se encuentran cenando, Charles invita a Angela a bailar, sin embargo deben hacerle frente a un cocinero racista. Charles libera sus poderes telepáticos ante todos en lugar y arregla el problema, de repente en al radio se confirma un extraño evento en Coyote Sands.

- En el pasado, Angela junto a Daniel, Bobby y Charles discuten sobre sus destinos, Angela le confiesa al grupo una visión que tuvo en donde ellos fundaban una compañía y hacían todo lo necesario para salvar a las futuras generaciones que cargan con la maldición de tener poderes.

- Datos: Q4570256